# Joel Rifkin
Joel David Rifkin (* 20. Januar 1959 in East Meadow, Long Island, New York) ist ein US-amerikanischer Serienmörder, dem neun Morde an Prostituierten nachgewiesen wurden. Weiterer acht Fälle wird er dringend verdächtigt. Insgesamt hat er 17 Morde gestanden. Rifkin suchte seine Opfer oft in Brooklyn und Manhattan, lebte selbst jedoch im Vorort East Meadow auf Long Island.

## Frühes Leben
Als Kind junger, unverheirateter Eltern geboren, wurde er im Alter von drei Wochen von Ben und Jeanne Rifkin adoptiert. Drei Jahre später adoptierte das Paar zusätzlich ein Mädchen. 1965 zog die Familie nach East Meadow, New York. Als schüchternes und unbeholfenes Kind wurde er oftmals gehänselt und erbrachte schlechte schulische Leistungen. Nach Absolvieren der High School setzte Rifkin, der sich besonders für Gartenbau und Journalismus interessierte, seine Ausbildung beim Community College (einer Art Abendschule) fort und erwarb schließlich an der State University of New York at Brockport einen Abschluss in Politikwissenschaften. Er nahm verschiedene Gelegenheitsjobs an und gab einen großen Teil seiner geringen Einnahmen bei Prostituierten aus.
Im Februar 1987 verübte Rifkins Adoptivvater Suizid, um seine krebsbedingten Schmerzen zu beenden, wodurch Rifkins Depressionen stärker wurden. Zu dieser Zeit begann er sich zunehmend für Gewalt, Mord und Prostitution zu interessieren. Rifkin wurde wegen Anstiftung zur Prostitution am 22. August 1987 in Hempstead, Long Island, verhaftet, schaffte es jedoch, dies vor seiner Familie zu verbergen.
Seinen ersten Mord beging Rifkin 1989. Er tötete eine Prostituierte, zerstückelte ihre Leiche und warf sie in den East River. Innerhalb der nächsten vier Jahre tötete er 16 weitere Prostituierte. Manchmal nahm er seine Opfer mit in das Haus in East Meadow, wo er mit seiner Schwester und seiner Mutter wohnte, manchmal tötete er sie in seinem Auto. Sein letztes Opfer war Tiffany Bresciani, die Freundin von David Rubinstein, Sänger der Punkband Reagan Youth.
Rifkin wurde am 27. Juni 1993 wegen eines fehlenden hinteren Nummernschildes von der Polizei kontrolliert, als er gerade auf dem Weg war, die bereits verwesenden Überreste von Bresciani zu beseitigen. Er wurde 1994 in neun Fällen für schuldig befunden und zu 203 Jahren Haft verurteilt. Eine Aussetzung der Strafe zur Bewährung ist vor 2197 nicht möglich, was sie de facto zu einer lebenslangen Haftstrafe macht.

## Haft
1996 wurde nach tätlichen Auseinandersetzungen zwischen Rifkin und Mithäftlingen entschieden, ihn in Isolationshaft zu verlegen. Über vier Jahre lang durfte er seine Zelle in der Attica Correctional Facility nur für eine Stunde am Tag verlassen. Im Anschluss wurde er ins Hochsicherheitsgefängnis Clinton Correctional Facility in Dannemora überstellt. 2000 wurde von einem Gericht entschieden, dass Rifkins Rechte durch seine Isolationshaft nicht verletzt worden seien. Vertreter der Strafvollzugsbehörden sagen, dass Rifkin mit über 200 anderen Insassen in Clinton sitze, die für reguläre Haft nicht geeignet seien.

## Sonstiges
Rifkin gab an, der Film Frenzy habe ihn inspiriert, seine Opfer zu strangulieren.
Rifkin wurde aufgrund seiner Verbrechen von der Presse in Anlehnung an Jack the Ripper als „Joel the Ripper“ bezeichnet.
In der Seinfeld-Episode „Die Masseuse“ trifft sich Elaine Benes mit einem Mann, der zufällig ebenfalls Joel Rifkin heißt, was hin und wieder zu Komplikationen führt. Inspiriert von einer Sportzeitschrift schlägt sie ihm vor, seinen Vornamen in „O. J.“ zu ändern. Zum Zeitpunkt der Ausstrahlung der Folge war O. J. Simpson noch nicht wegen Mordes angeklagt worden.
Die Frankfurter Death-Metal-Gruppe Epicedium thematisierte Joel Rifkin (neben anderen Serienmördern) auf ihrem 2012 erschienenen Konzeptalbum Anthropogenic in dem Lied Chainsaw Ripper, zu dem die Band auch ein Musikvideo produzierte.